# Kämara
Kämara est un village de la commune de Laeva du comté de Tartu en Estonie.
Au 31 décembre 2011, il compte 46 habitants.